# Sitio de Corduba
El sitio de Corduba fue uno de los últimos enfrentamientos entre cesarianos y pompeyanos durante la segunda guerra civil de la República romana, en el 45 a. C..

## Antecedentes
El 17 de marzo del 45 a. C., en Munda las fuerzas pompeyanas resultaron completamente derrotadas, dejando 30.000 soldados, 3.000 caballeros y 17 oficiales muertos en el campo de batalla. El vencedor, Cayo Julio César, capturó 13 águilas romanas. El líder derrotado, Cneo Pompeyo el Joven, escapó herido en una pierna acompañado por 150 jinetes hasta Carteia, donde se embarcó hacia Cartago Nova, probablemente con la intención de huir a África. Al momento de embarcar su pie se enredo con una cuerda y cuando la cortaron con un cuchillo resultó herido de su extremidad. Finalmente, fue interceptado por el cesariano Cayo Didio, perdiendo sus naves y debiendo huir por tierra hasta ser rodeado y muerto en Lauro. Su cabeza fue expuesta en Hispalis el 12 de abril. El vencedor ordenaría darle un funeral digno posteriormente.
Nueve de las trece legiones vencidas huyeron a Corduba, empezando por Annio Escápula, quien trajo las noticias de la derrota. César, después de dejar Munda a cargo de Quinto Fabio Máximo, marchó sobre Corduba, donde estaba atrincherado Sexto Pompeyo, hermano menor de Cneo, quien, sabedor de la derrota de su hermano, decidió reforzar las defensas y redoblar la guardia. Pero cuando sus espías le informaron que el poderoso y enorme ejército cesariano se acercaba, Sexto informó a sus oficiales que saldría a negociar con César pero en realidad escapó con 100 jinetes a la Lusitania. Escápula fue dejado a cargo.

## Sitio
El 19 ó 20 de marzo, César llegó a los actuales Visos de Córdoba, donde intentó hacerse con el puente que cruza el río Betis sin éxito, por lo que hizo construir otro provisional sobre lo que ahora es Molino de Martos, cruzando el curso fluvial y cercano la urbe. Escápula, sabedor que César no tendría piedad con él, procedió a suicidarse. Hizo reunir a familiares y amigos en un gran banquete, se vistió con sus mejores prendas, regaló postres y joyas a los invitados y llegado el momento, dio la orden a un esclavo a su espalda que lo atravesara con una espada. Luego, otros cuatro lo arrojaron a una hoguera que ardía no muy lejos. Esa misma jornada los cesarianos rodearon Corduba con un muro de circunvalación hecho con los cadáveres de los pompeyanos amontonados con estacas clavas en la tierra; estaban muy agotados para construir una empalizada.
Al día siguiente, los pompeyanos ya no tenían quien los mandara y los habitantes se dividieron entre los que deseaban rendirse y los que preferían luchar a ultranza. Se empezaron a dar combates entre las distintas facciones dentro de Corduba, un tumulto que llegó a oídos del campamento cesariano. La legión XIII luchó bravamente contra los cordobeses en las calles como contra los sitiadores en los muros. Fue entonces que los residentes se hicieron con las puertas y enviaron mensajeros pidiendo ayuda a César. Entonces, los pompeyanos comenzaron un incendio en su desesperación para que la villa no fuera entregada. Las legiones sitiadoras entraron acompañadas de los residentes adictos que intentaban apagar las llamas como masacrar a los oponentes. Las calles quedaron llenas de cadáveres que obstruían el paso de la caballería y la sangre corrió a torrentes hasta enrojecer el cercano río.
La ciudad era un montón de ruinas y fue incapaz de contener a sus soldados, que furiosos por no encontrar nada masacraron a 22.000 «ciudadanos de todas las edades». Esos fueron los que murieron dentro, muchos más murieron afuera de las murallas. Los vencedores exigieron que los sobrevivientes fueran subastados como esclavos, César no pudo contener a sus tropas en ningún momento, ni en la masacre ni la subasta. Otros lograron escapar, dispersándose por los alrededores.

## Consecuencias
César permaneció en las ruinas de Corduba hasta que los cesarianos de Hispalis se presentaran pidiéndole ayuda. Los dueños de la urbe se negaron a rendirse, imponiéndose un asedio el 26 de marzo. Hispalis se rindió pacíficamente el 4 de abril y quedó a cargo de una guarnición mandada por Cayo Caninio Rébilo. El 10 de abril ocupaba Asta Regia y dos días más tarde Gades. Pero poco después los habitantes se sublevaron y masacraron a sus partidarios. César nuevamente la asedió, pero de una manera tan aparentemente descuidada que paulatinamente grupos de defensores intentaron escapar, siendo muertos fuera de los muros y debilitando las defensas. La villa cayó el 9 de agosto y César se vengó asesinando sin piedad a los pompeyanos. Poco después volvía a Roma desde Gades.
Después de su destrucción, César elevó a Corduba a colonia civium Romanorum y la repobló con ciudadanos romanos, lo que llevaría a que se convirtiera en capital de la Bética durante la reforma administrativa de Augusto.